# Gerena
Gerena è un comune spagnolo di 7 187 abitanti situato nella comunità autonoma dell'Andalusia.

## Amministrazione

### Gemellaggi
- Visciano